# Fontana del Moro

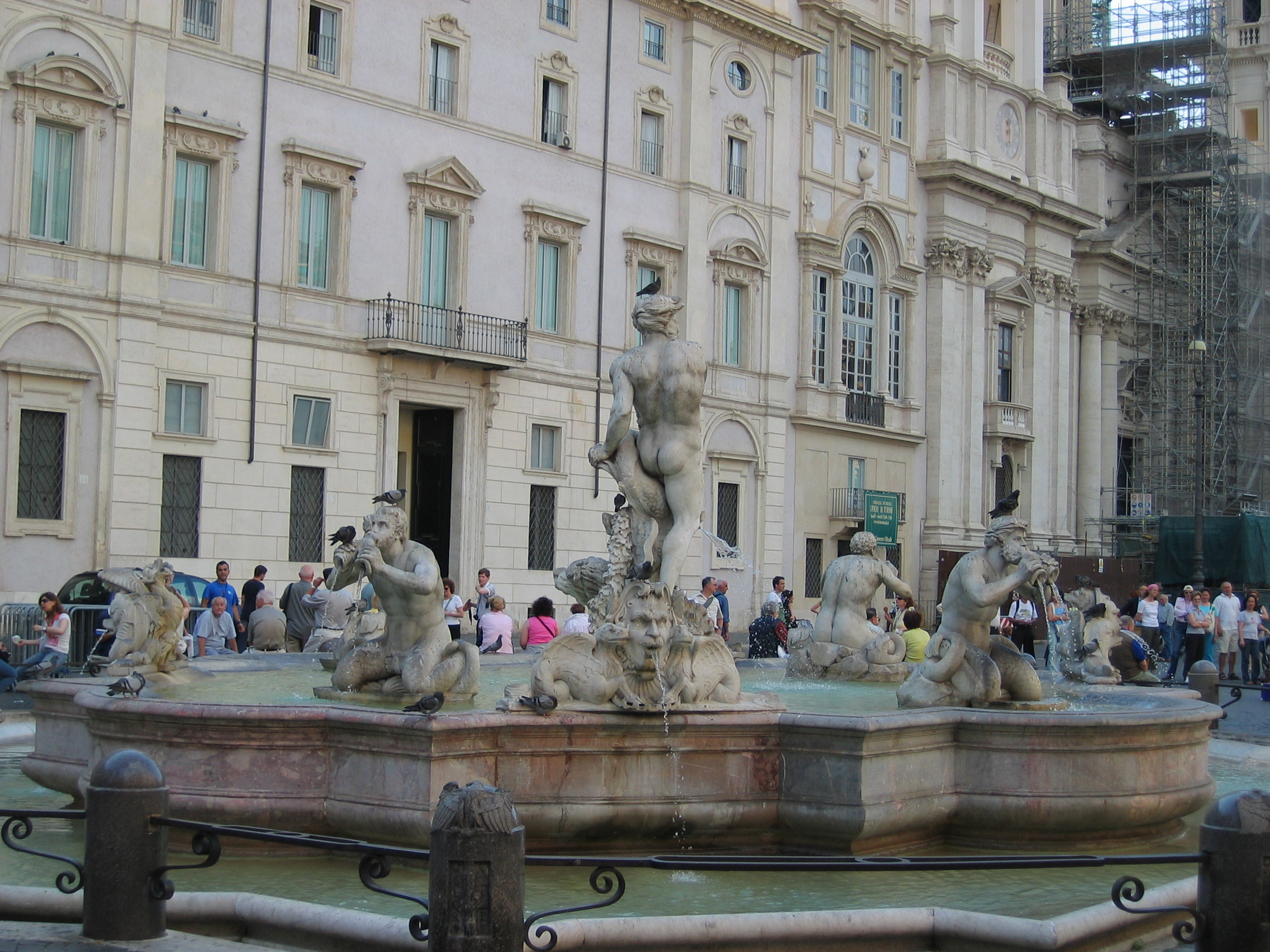
De Fontana del Moro in Rome

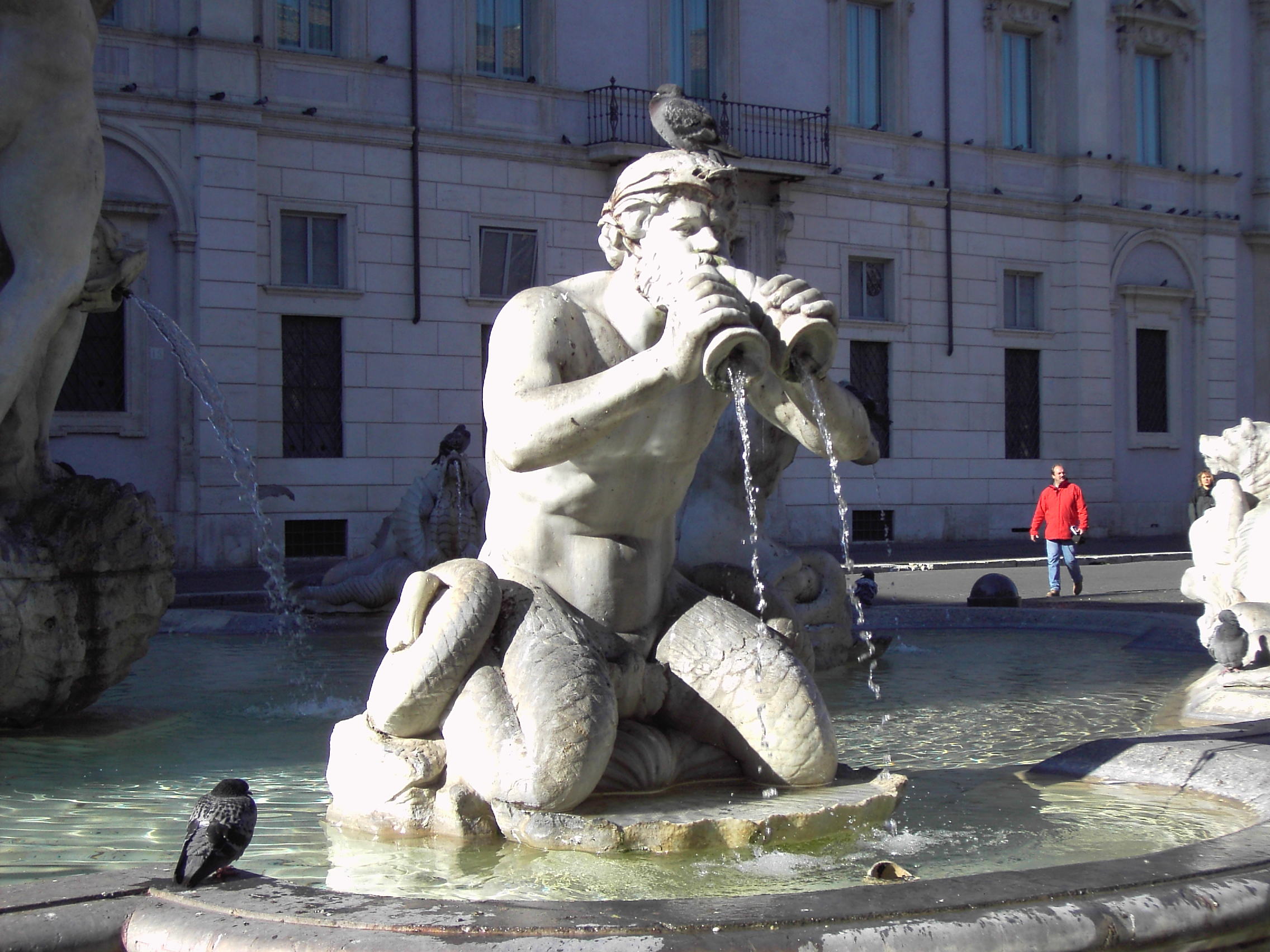
Detail van de Fontana del Moro, met een van de vier tritons

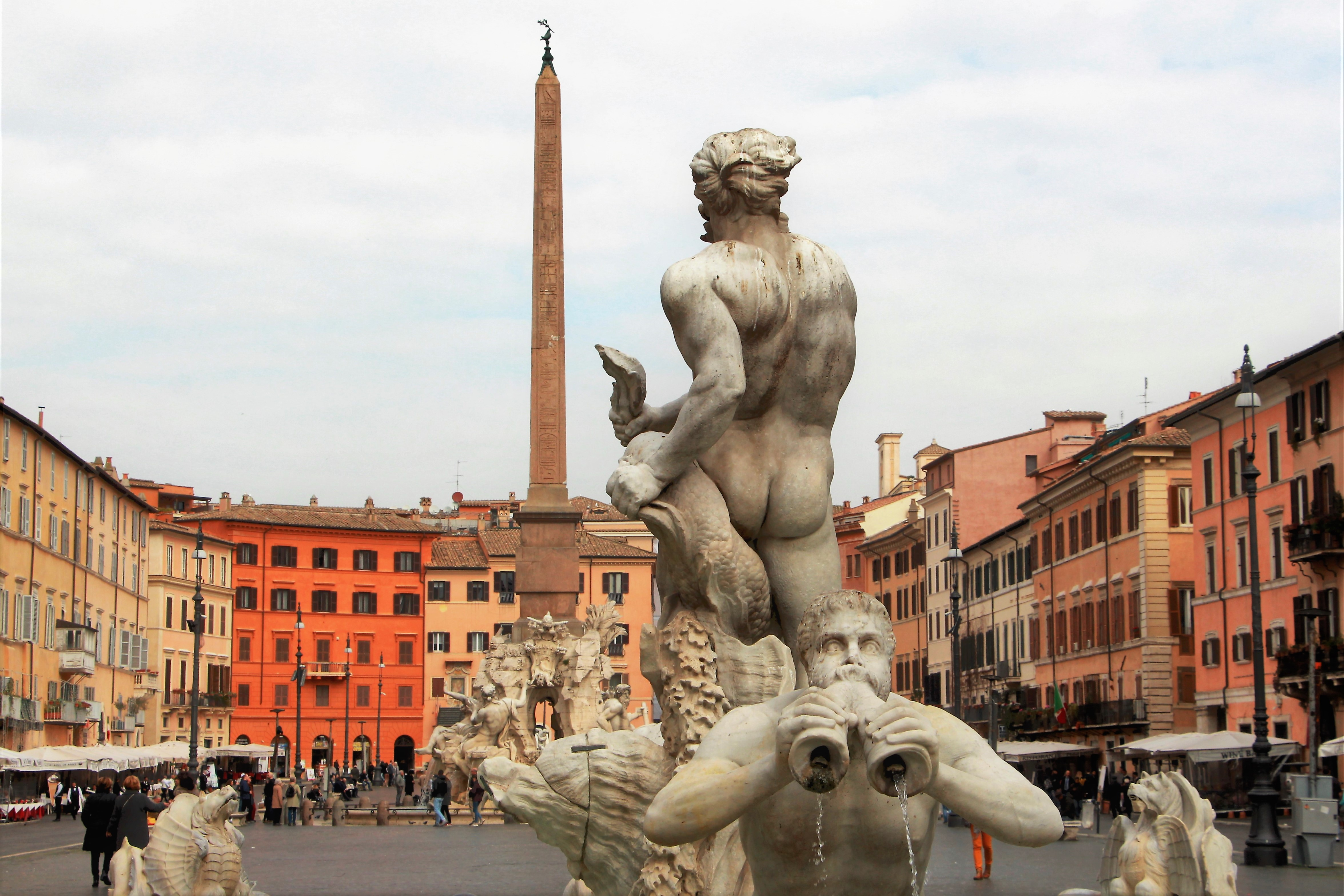
De Fontana del Moro, Piazza Navona (Rome)

De Fontana del Moro (de Morenfontein) is een fontein in Rome aan de Piazza Navona.
De Fontana del Moro bestaat uit 4 tritons. Tritons zijn ondergeschikten aan de god Triton, zoon van Poseidon, die met zijn hoorn eb en vloed kon ‘blazen’. El Moro betekent "de Moor", het beeld verwijst namelijk naar een noord-Afrikaan die vecht met een dolfijn. De fontein is in 1576 gemaakt door Giacomo della Porta, een leerling van Michelangelo. In de eerste versie van de fontein stonden er alleen nog twee dolfijnen en een schelp. In 1654 ontwierp Bernini de vechtende noord-Afrikaan, de Moor, omdat de schoonzus van Paus Innocentius X, Olimpia Maidalchini, vond dat dit de fontein zou perfectioneren. Tijdens een grote restauratie in 1874 zijn de originele tritons van Piazza Navona naar Villa Borghese verhuisd, in de Renaissance het zomerpaleis van de familie Borghese. De versies die er nu staan zijn kopieën van het origineel.
De maskers rondom het beeld spuiten water.

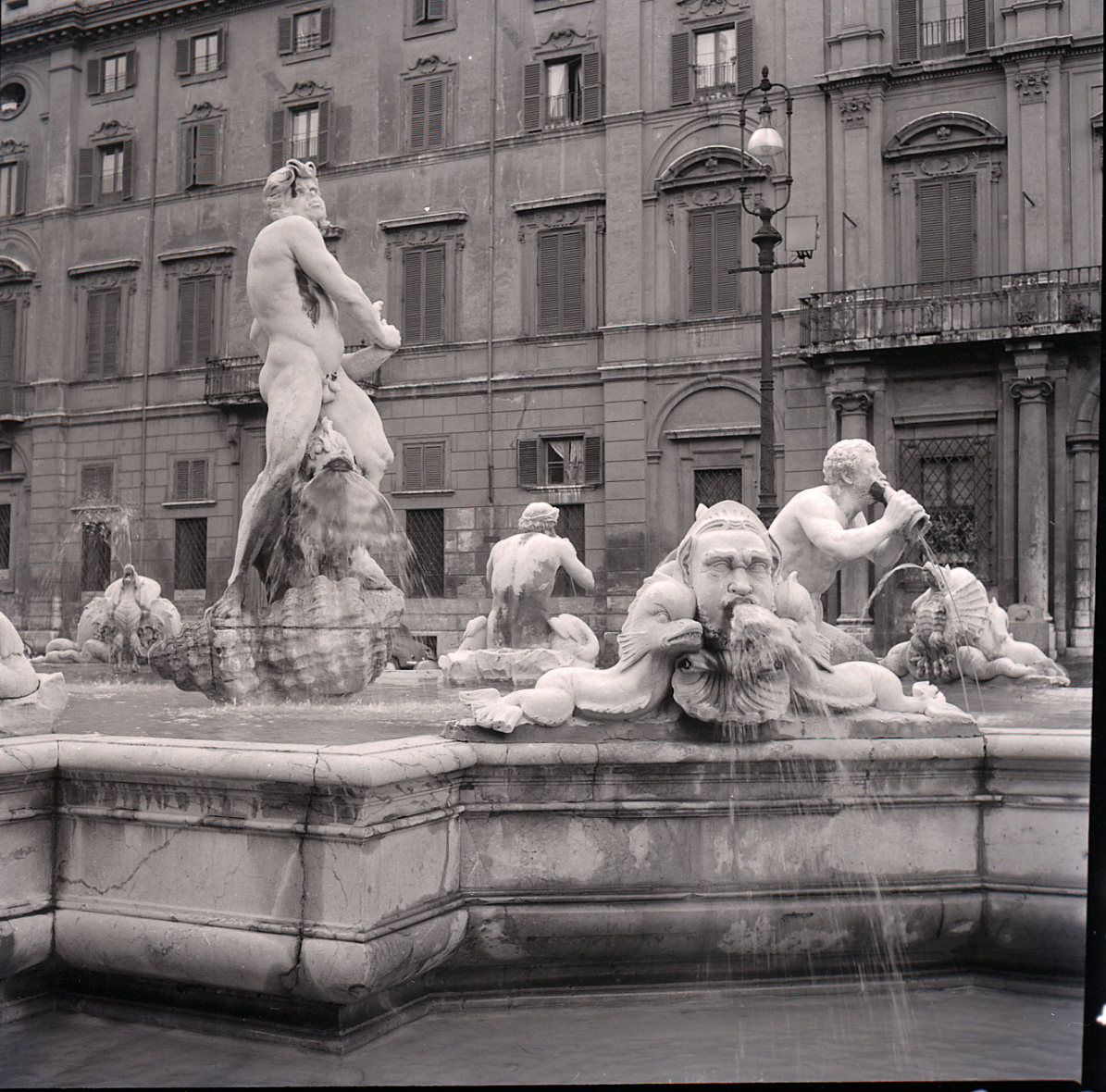
Photo Paolo Monti, 1960

Op een nacht in september 2011 is de fontein ernstig beschadigd door een vandaal. Opnamen door een beveiligingscamera laten zien hoe een man met een hamer op het beeldhouwwerk inhakt. Diezelfde nacht beschadigde hij de Trevifontein. De brokstukken werden na de ontdekking snel veiliggesteld door gemeentewerkers voor restauratie van het kunstwerk.